# Formula 2

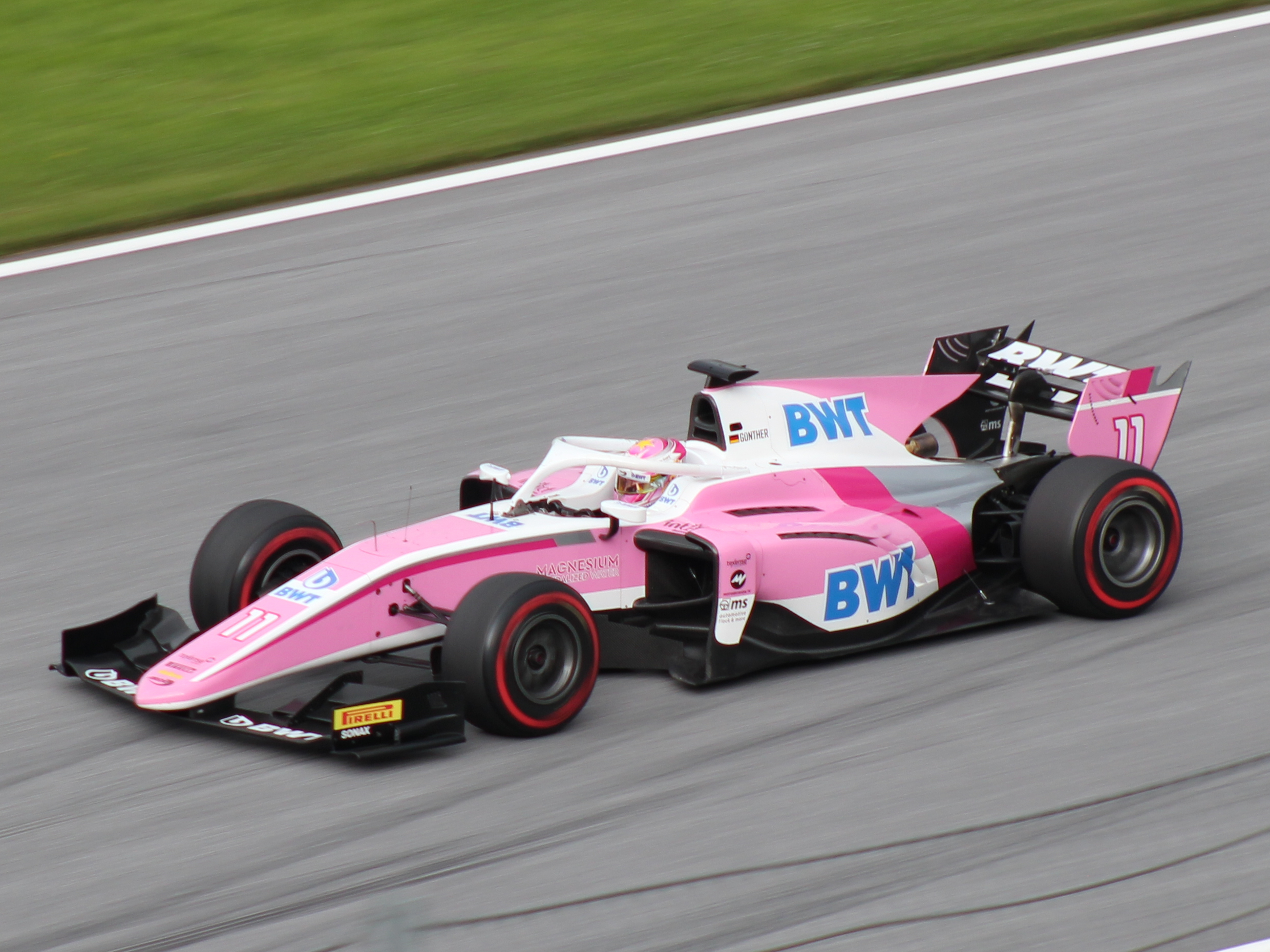
Günther in Austria nel campionato di F2 del 2018

La Formula 2 è una serie automobilistica codificata nel 1948 dalla Federazione Internazionale dell'Automobile come serie cadetta rispetto alla Formula 1 nella gerarchia dei campionati per monoposto che comprendeva F1, F2 e F3. Dal 2009 al 2012 tale categoria è stata reintrodotta con lo scopo di creare una categoria propedeutica alla Formula 1, a basso costo.
Dal 2017, il Consiglio Mondiale della FIA ne ha deciso la reintroduzione, tramite un cambio di denominazione della GP2 Series, trasformata nel Campionato FIA di Formula 2.

## Storia

### Anteguerra
L'antenata della Formula 2 nasce prima della seconda guerra mondiale, sono le cosiddette voiturette (piccole vetture, vetturette). Svolgevano la funzione di serie propedeutica per piloti di poca esperienza che volevano cimentarsi nello sport motoristico. Allo scoppio del conflitto, il regolamento prevedeva al massimo un motore di cilindrata 1500 cm³ sovralimentato; nei Gran Premi invece era permesso un motore 3000 cm³ sovralimentato o 4500 cm³ a pressione atmosferica.

### L'inizio ufficiale (1945 – 1953)

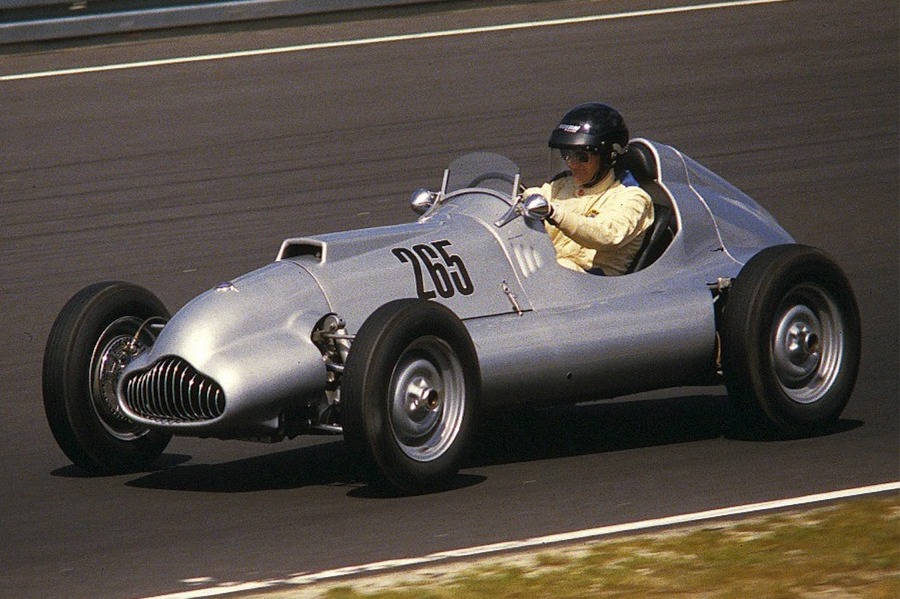
Veritas Meteor 2 litri

Dopo la guerra, vengono introdotte le Formula A e B (successivamente Formula 1 e 2). La Formula A consentì di partecipare alle gare le vecchie vetture motorizzate col 4500 cm³ non sovralimentato (questo comportò per le vecchie vetture di produzione tedesca e italiana dell'anteguerra la non ammissione); lo scarso numero di vetture con questa motorizzazione portarono a far correre le vecchie voiturette con motori 1500 cm³ sovralimentato, che rimpiazzarono quelle da 3000 cm³. Questo comportò di fatto l'assenza di una categoria cadetta della Formula 1. Per tale ragione la FIA nel 1948 codificò la Formula 2 (inizialmente chiamata Formula B), categoria più economica della serie regina.
Motori più piccoli e meno potenti (da 2000 cm³, o 750 cm³ sovralimentati, quest'ultima però opzione poco praticata), montati su vetture anch'esse più piccole, leggere ed economiche di quelle della Formula 1. Questo incoraggiò nuovi costruttori ad entrare nella categoria come per esempio la Cooper, che avrebbero trovato difficoltà a scontrarsi in Formula 1 con colossi come la Mercedes-Benz, Alfa Romeo, o la Maserati. Tra l'altro, l'elevato costo per la costruzione di vetture di F1 ne ridusse il numero, tanto che gli organizzatori del Campionato mondiale di Formula 1 dovettero, per le stagioni 1952 e 1953, riservare la partecipazione a vetture di F2.

### L'era dei motori 1500 (1957 - 1960)

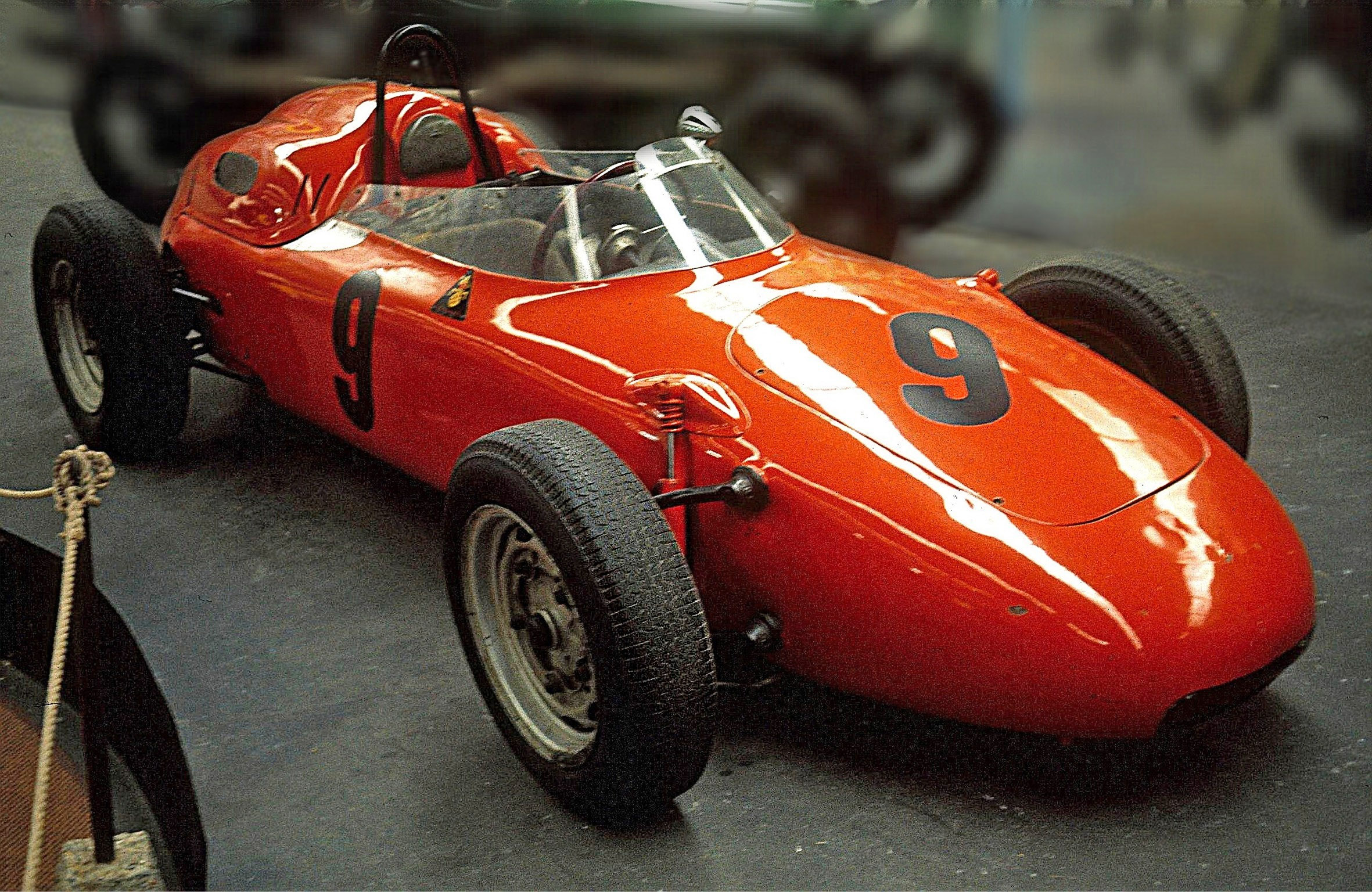
Porsche 718 1,5 litri

L'uso delle F2 in Formula 1 declinò con l'arrivo dei motori 2500 cm³ nel 1954 (e questo fece crescere l'interesse e la popolarità verso gli sport motoristici); per tale ragione nel 1957 venne introdotta la regola dei motori 1500 cm³ nella Formula 2. Questa divenne dominio delle vetture Cooper col motore posteriore ripreso dalla Formula 3 e dalle vetture sport, assieme alle Porsche disegnate sulla base della vettura sport RSK. La Ferrari rispose inizialmente sviluppando la Dino 156 come vettura di F2, utilizzando però ancora un motore anteriore. Il motore maggiormente di successo fu in questo periodo il Coventry Climax FPF 4 cilindri, seguito dal meno utilizzato Borgward 16 valvole.
Una F2 Cooper modificata vinse il suo primo Gran Premio di Formula 1 nel 1958, iniziando l'era del motore posteriore anche nella massima serie. L'era dei motori 1500 cm³ fu breve a causa della nascita della Formula Junior, che di fatto rimpiazzò la Formula 3 e, successivamente, anche la Formula 2 fino al 1963. Dal punto di vista tecnico si può però affermare che la Formula 1 dei motori 1500 cm³ fu di fatto la continuazione di quanto sperimentato nella Formula 2 in quegli anni.

### L'interregno della Formula Junior (1961 - 1963) e la Formula 2 da 1000 cm³ (1964-1966)
La Formula Junior fu introdotta nel 1959 nel tentativo di creare un'unica categoria propedeutica per la Formula 1, ma presto fu chiaro che sarebbe stato più formativo ricreare due categorie sotto la Formula 1 al fine di rendere più graduale il passaggio a vetture più potenti per piloti in fase addestrativa.
La Formula 2 e la Formula 3 vennero reintrodotte nel 1964; per la Formula 3 si pensò a motori da 1000 cm³ (molto simili a quelli utilizzati in Formula Junior), mentre in Formula 2, pur mantenendo lo stesso limite di cilindrata si permisero maggiori libertà nella preparazione del propulsore. La Formula 2 cominciò ad essere frequentata anche dagli assi della Formula 1 nei weekend liberi da corse nella formula maggiore. I motori maggiormente utilizzati erano i Cosworth e gli Honda; qualche apparizione anche per i FIAT, BMC e BRM.

### L'era dei motori 1600 cm³ (1967 - 1971)
Con la fine degli anni sessanta e il ritorno della potenza nella Formula 1 dovuta all'introduzione di motori 3000 cm³ si stava facendo troppo ampio il gap di potenza fra le vetture delle due serie. Questo rendeva problematico il passaggio dei piloti dalla Formula 2 alla Formula 1. Per tale ragione nel 1967 venne introdotto il motore da 1600 cm³. Il più importante era il Cosworth FVA, creato ponendo 16 valvole sul 4 cilindri Cortina, che di fatto fu la base per il leggendario DFV. Altre unità apparvero come il 4 cilindri BMW e il V6 Dino Ferrari.
Molti piloti di Formula 1 continuarono a frequentare i Gran Premi di Formula 2, e in alcune occasioni i Gran Premi di Formula 1 stessi vennero aperti a vetture di Formula 2 come, per esempio, nel Gran Premio di Germania al Nürburgring, pista che consentiva un numero più alto di partecipanti. Jacky Ickx fece il suo debutto nel mondiale di Formula 1 proprio in questa gara con una vettura di Formula 2, segnando il quinto tempo in prova. Pur costretto a partire dietro a tutte le Formula 1, Ickx velocemente seppe riagguantare la posizione, prima di essere fermato da una sospensione rotta. Jim Clark, grande campione del volante, fu ucciso proprio nel corso di una gara di Formula 2 a Hockenheim.
Manca un campionato mondiale per la categoria. Nel 1967 nasce però il campionato europeo, che di fatto assorbe i vari campionati nazionali che negli anni sessanta si disputavano in Europa.
Questa "invasione" di piloti di Formula 1 in Formula 2 fu consentita dal particolare sistema di punteggio utilizzato. Ogni pilota di categoria 'A' non poteva acquisire punti per la classifica del campionato di Formula 2. Un pilota poteva accedere alla categoria 'A' a seconda dei risultati ottenuti (con un regolamento che cambiava di stagione in stagione), per esempio finendo a punti in almeno due Gran Premi di Formula 1 oppure tra i primi tre di una gara per vetture sport. Al campione della Formula 2 era concessa la categoria 'A' per un anno, mentre per quello di Formula 1 il periodo si estendeva a 5 anni. Questo sistema consentiva ai giovani piloti di formare la propria carriera e a quelli più esperti di mantenere l'allenamento tra un Gran premio di Formula 1 e l'altro.
Nei primi anni con questa formula i più importanti costruttori furono la Brabham e la Lotus, sebbene anche la Ferrari entrò nella categoria con un team. Così fece anche la BMW (fornendo propulsori alla Lola e alla Dornier). Anche piccoli costruttori come Chevron e GRD produssero qualche monoposto per la categoria.

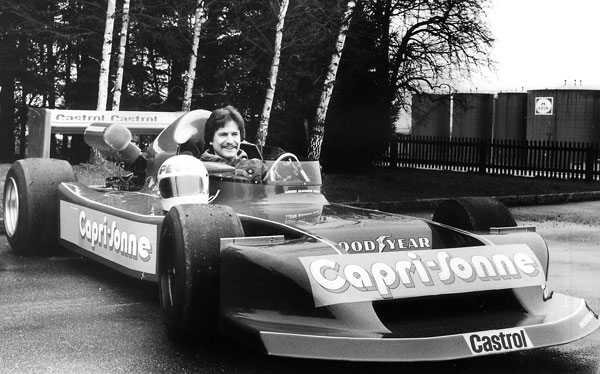
Peter Scharmann 1978 March-BMW

### L'era dei 2000 cm³ (1972 - 1984)
Nel 1972, si decise di incrementare la potenza dei propulsori ammessi concedendo come cilindrata massima la 2000 cm³. Il Cosworth BDs e il BMW 4 cilindri furono i motori che dominarono le prime stagioni con il nuovo regolamento, con l'accoppiata BMW-March che finì per dominare la categoria. Nel 1976, si concesse alle case di montare sulle vetture motori sviluppati esclusivamente per le corse; la Renault sviluppò un potente motore V6; questo, grazie anche al ricco sponsor ELF consentì a molti giovani piloti francesi di dominare il campionato alla metà degli anni settanta.
La BMW riuscì solo alla fine dei settanta a risalire la china collaborando strettamente con la March. Anche la Ferrari propose nuovamente dei motori che però ebbero poco successo. Anche il motore Hart 420R (derivato dal Cosworth BDA) ottenne qualche importante successo, prima equipaggiando la March, poi la Toleman. Oltre ai March e ai Ralt i telaisti più impegnati erano Chevron, le francesi ELF and Martini e la tedesca Maurer.
La nipponica Honda decise il suo ritorno in Formula 2 all'inizio degli anni ottanta con un potente motore V6, tanto che divenne troppo costoso per gli altri costruttori competere col propulsore del Sol Levante. Il risultato fu la diminuzione delle monoposto iscritte al campionato tanto che alla fine del 1984 si trasformò la categoria nella Formula 3000, dalla cilindrata dei motori usati. I 3000 cm³ infatti non venivano più usati in Formula 1, in quanto soppiantati dai più potenti motori turbo. Nel 2005 la F3000 stessa si è trasformata in GP2, una denominazione che richiama l'antica F2.

## Il ritorno nel 2009
Nel 2008 la FIA ha annunciato il ritorno, dall'anno successivo, del campionato di Formula 2 (FIA Formula Two Championship), quale formula propedeutica e poco costosa per l'avvicinamento alla Formula 1. Non va a sostituire la GP2 ma è una serie a lei concorrente.
Le vetture sono disegnate dalla Williams Grand Prix Engineering Ltd e preparate dalla MotorSport Vision (MSV). Le vetture sono spinte da un propulsore 1.8L turbo fornito dall'Audi, e sviluppato dalla Mountune Racing.
Il primo campionato dalla rinascita è vinto dal pilota spagnolo Andy Soucek. Nel corso della gara 2, disputata il 19 luglio 2009, presso il Circuito di Brands Hatch, il pilota britannico Henry Surtees, figlio del campione del mondo di Formula 1 del 1964 John Surtees, muore colpito al capo da una gomma staccatasi dalla vettura di Jack Clarke, a seguito di un'uscita di pista alla Westfield. Dopo l'incidente la vettura di Surtees ha proseguito nella sua corsa fino a sbattere contro il guardrail della curva successiva, la Sheene. Surtees viene inizialmente portato al centro medico dell'autodromo, poi elitrasportato al Royal London Hospital. Il decesso avviene in serata.
Nel 2012 si disputa l'ultima stagione della categoria, giacché è cancellata la stagione 2013.

## La GP2 Series diventa Formula 2

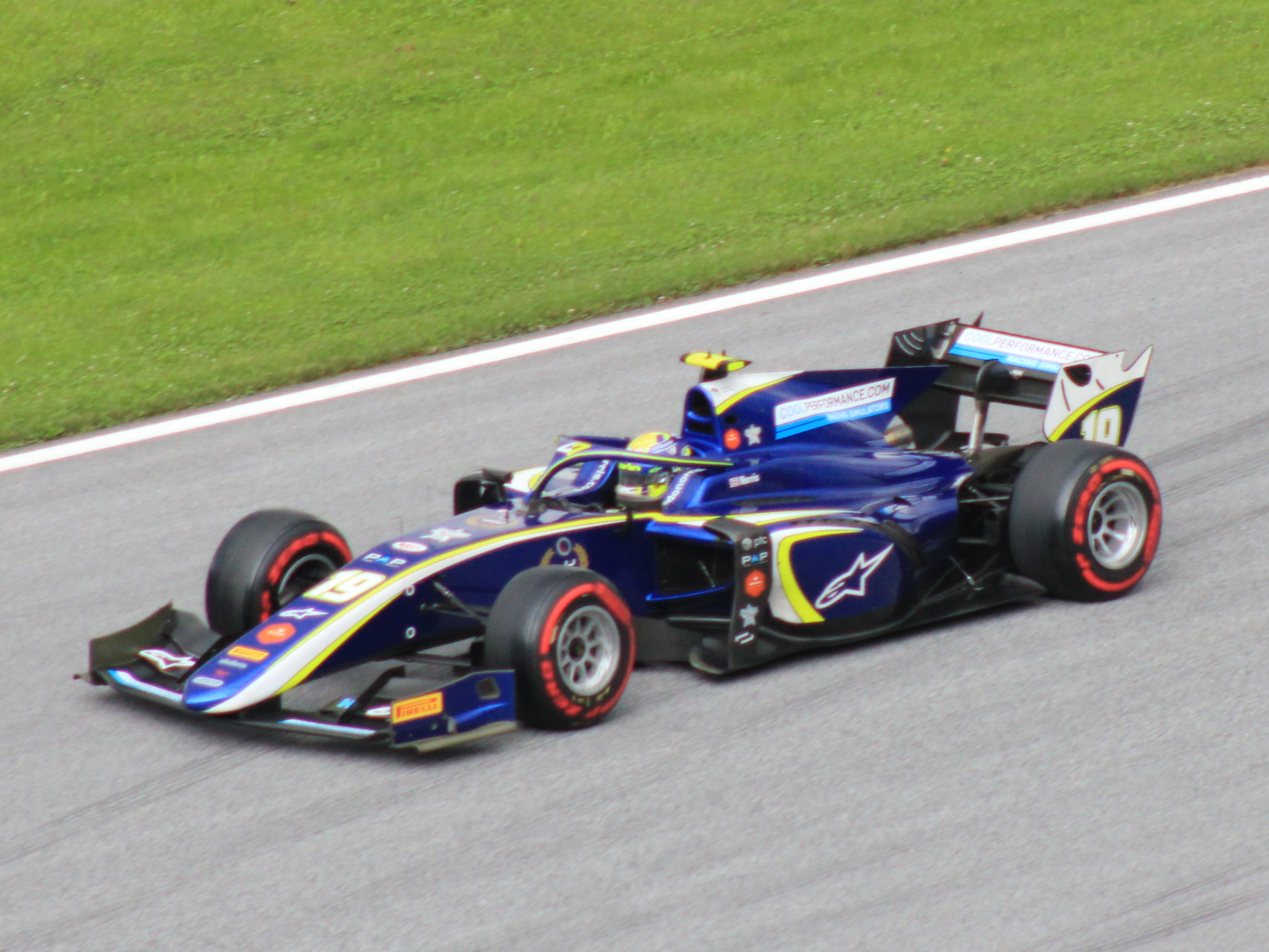
Lando Norris su Dallara F2 2018

A seguito della volontà della Federazione Internazionale dell'Automobile di razionalizzare il passaggio, dalle categorie automobilistiche minori verso la Formula 1, venne dibattuta la possibilità di reintrodurre un campionato di Formula 2.
Nel 2015 il Consiglio Mondiale della FIA votò a favore della rinascita del campionato di F2, e nel 2016, con la riforma del sistema di punteggio per l'ottenimento della Superlicenza FIA, stabilì che la F2 sarebbe stata la categoria più importante, anche se la sua reintroduzione, non avrebbe, automaticamente, cancellato la GP2, visto che tale categoria veniva comunque considerata per attribuire i punti ai fini della Superlicenza.
Il 9 marzo 2017, il Consiglio Mondiale della FIA, riunito a Ginevra, ha deciso che, a partire dal 2017, la GP2 Series venga rinominata in Campionato FIA di Formula 2.

## Il resto del mondo
Col nome di Formula 2 sono stati disputati molti campionati, in varie parti del mondo, anche se spesso con regolamenti tecnici diversi da quelli del campionato europeo:

### Giappone
In Giappone per molte stagioni venne disputato un campionato di Formula 2, che sostituì un precedente campionato nazionale di Formula 2000. La Formula 2 venne poi abbandonata nel 1986, per adeguare anche il campionato giapponese al nuovo regolamento della Formula 3000. Dal 2013 l'erede della Formula 2 giapponese è la Super Formula.

### Australia
L'Australia dispone di un campionato nazionale di Formula 2 ancora esistente. Le vetture sono spinte da motori con una cilindrata tra i 1100 e i 1600 cm³.

### Messico
In Messico si corse un campionato nazionale (precedentemente noto come Formula K) per molte stagioni tra gli anni ottanta e novanta. Le vetture erano simili a quelle della Formula Atlantic spinte da un motore 2.2 L della Chrysler.

### Regno Unito
Un campionato britannico di F2 venne corso tra il 1957 e il 1960, tra il 1964 e il 1967 e, infine, nel 1972. Nel 1967 e nel 1972 alcune gare valide per il campionato europeo assegnarono punti anche per il campionato inglese.
Il Campionato britannico di Formula 3000 fu denominato campionato di "Formula 2" nel tentativo di garantirgli una maggiore notorietà presso gli appassionati. La serie era però in crisi e il cambio di nome non ebbe gli effetti sperati. La possibilità di utilizzare dei propulsori 4.2 L TVR su telai di F3000 fu ipotizzata quale regolamento per il rilancio di una nuova serie britannica di F2, ma tale idea non venne mai portata a compimento.

## Albo d'oro

### Campionato europeo

Jean-Pierre Jabouille, vincitore dell'europeo 1976

- 1967 -  Jacky Ickx - Matra-Cosworth
- 1968 -  Jean-Pierre Beltoise - Matra-Cosworth
- 1969 -  Johnny Servoz-Gavin - Matra-Cosworth
- 1970 -  Clay Regazzoni - Tecno-Cosworth
- 1971 -  Ronnie Peterson - March-Cosworth
- 1972 -  Mike Hailwood - Surtees-Cosworth
- 1973 -  Jean-Pierre Jarier - March-BMW
- 1974 -  Patrick Depailler - March-BMW
- 1975 -  Jacques Laffite - Martini-BMW
- 1976 -  Jean-Pierre Jabouille - Elf 2-Renault
- 1977 -  René Arnoux - Martini-Renault
- 1978 -  Bruno Giacomelli - March-BMW
- 1979 -  Marc Surer - March-BMW
- 1980 -  Brian Henton - Toleman-Hart
- 1981 -  Geoff Lees - Ralt-Honda
- 1982 -  Corrado Fabi - March-BMW
- 1983 -  Jonathan Palmer - Ralt-Honda
- 1984 -  Mike Thackwell - Ralt-Honda

È da notare come nessun campione europeo di F2 sia mai diventato campione del mondo di F1.

### Campionato italiano
Elenco parziale dei vincitori del Campionato italiano di Formula 2.
- 1949 -  Piero Taruffi[6]
- 1950 -  Alberto Ascari - Ferrari[7]
- 1952 -  Nino Farina - Ferrari[8]
- 1953 -  Nino Farina - Ferrari[9]
- 1977 -  Riccardo Patrese - Chevron-BMW[10]

### Campionato FIA
- 2009 -  Andy Soucek - Williams-Audi
- 2010 -  Dean Stoneman - Williams-Audi
- 2011 -  Mirko Bortolotti - Williams-Audi
- 2012 -  Luciano Bacheta - Williams-Audi
- 2017 -  Charles Leclerc - Dallara GP2/11
- 2018 -  George Russell - Dallara F2 2018
- 2019 -  Nyck de Vries - Dallara F2 2018
- 2020 -  Mick Schumacher - Dallara F2 2018
- 2021 -  Oscar Piastri - Dallara F2 2018
- 2022 -  Felipe Drugovich - Dallara F2 2018
- 2023 -  Théo Pourchaire - Dallara F2 2018
- 2024 -  Gabriel Bortoleto - Dallara F2 2024

### Campionato britannico
- 1957 -  Tony Marsh - Cooper-Climax
- 1958 -  Jack Brabham - Cooper-Climax
- 1959 -  Stirling Moss - Cooper-Bogward
- 1960 -  Jackie Lewis - Cooper-Climax
- 1964 -  Mike Spence - Lotus-Ford
- 1965 -  Jim Clark - Lotus-Ford
- 1966 -  Jack Brabham - Brabham-Honda
- 1967 -  Jochen Rindt - Brabham-Ford
- 1972 -  Niki Lauda - March-Ford

### Torneo Internazionale del Brasile
- 1971 -  Emerson Fittipaldi - Lotus-Ford
- 1972 -  Emerson Fittipaldi - Lotus-Ford

### Trofeo di Francia
- 1964 -  Jack Brabham - Brabham-Cosworth
- 1965 -  Jim Clark - Lotus-Cosworth
- 1966 -  Jack Brabham - Brabaham-Honda
- 1967 -  Jochen Rindt - Brabham-Cosworth